# Vallromanes
Vallromanes är en kommun i Spanien.   Den ligger i provinsen Província de Barcelona och regionen Katalonien, i den östra delen av landet, 500 km öster om huvudstaden Madrid. Antalet invånare är 2 480. Arean är 10,6 kvadratkilometer. Vallromanes gränsar till Alella, Santa Maria de Martorelles, Montornès del Vallès, Vilanova del Vallès, Vilassar de Dalt, Premià de Dalt och Teià. 
Terrängen i Vallromanes är kuperad åt sydost, men åt nordväst är den platt.